# Hexacorallia
Sous-classe
Synonymes
- Zoantharia de Blainville, 1830

Les Hexacorallia sont une sous-classe de cnidaires anthozoaires.

## Étymologie
Cette sous-classe était auparavant connue sous le nom de Zoantharia chez Blainville (1830), alors que Gray (1832) voyait dans les Zoantharia un ordre de cette sous-classe.

## Caractéristiques scientifiques
Les Hexacorallia reprennent toutes les caractéristiques des anthozoaires, auxquels ils appartiennent, mais ont en plus la particularité de présenter une symétrie hexamère, bien que certains membres aient une symétrie de 10 et de 12.
De plus, tous les Hexacorallia ont des spirocystes, capsules sécrétant une structure collante permettant d'attraper ou de fixer des proies aux tentacules.

## Taxinomie et phylogénie
Un article de 2014 a établi une phylogénie génétique des Hexacorallia, qui donnait comme groupe externe les Ceriantharia, comme groupe basal les Actiniaria, ensuite un groupe contenant Scleractinia et Corallimorpharia, enfin les Antipatharia et comme groupe le plus récent les Zoantharia (d'où émerge l'espèce isolée et encore non assignée Relicanthus daphneae).

## Nombre d'espèces
Les Hexacorallia comprennent aujourd'hui environ 4 300 espèces.

## Liste des ordres
Selon World Register of Marine Species (7 mars 2017) :
- ordre Actiniaria Hertwig, 1882  — anémones de mer
- ordre Antipatharia  — coraux noirs
- ordre Corallimorpharia Carlgren, 1943  — corallimorphes
- ordre Rugosa †
- ordre Scleractinia Bourne, 1900  — coraux durs
- ordre Zoantharia Gray, 1832  — zoanthides

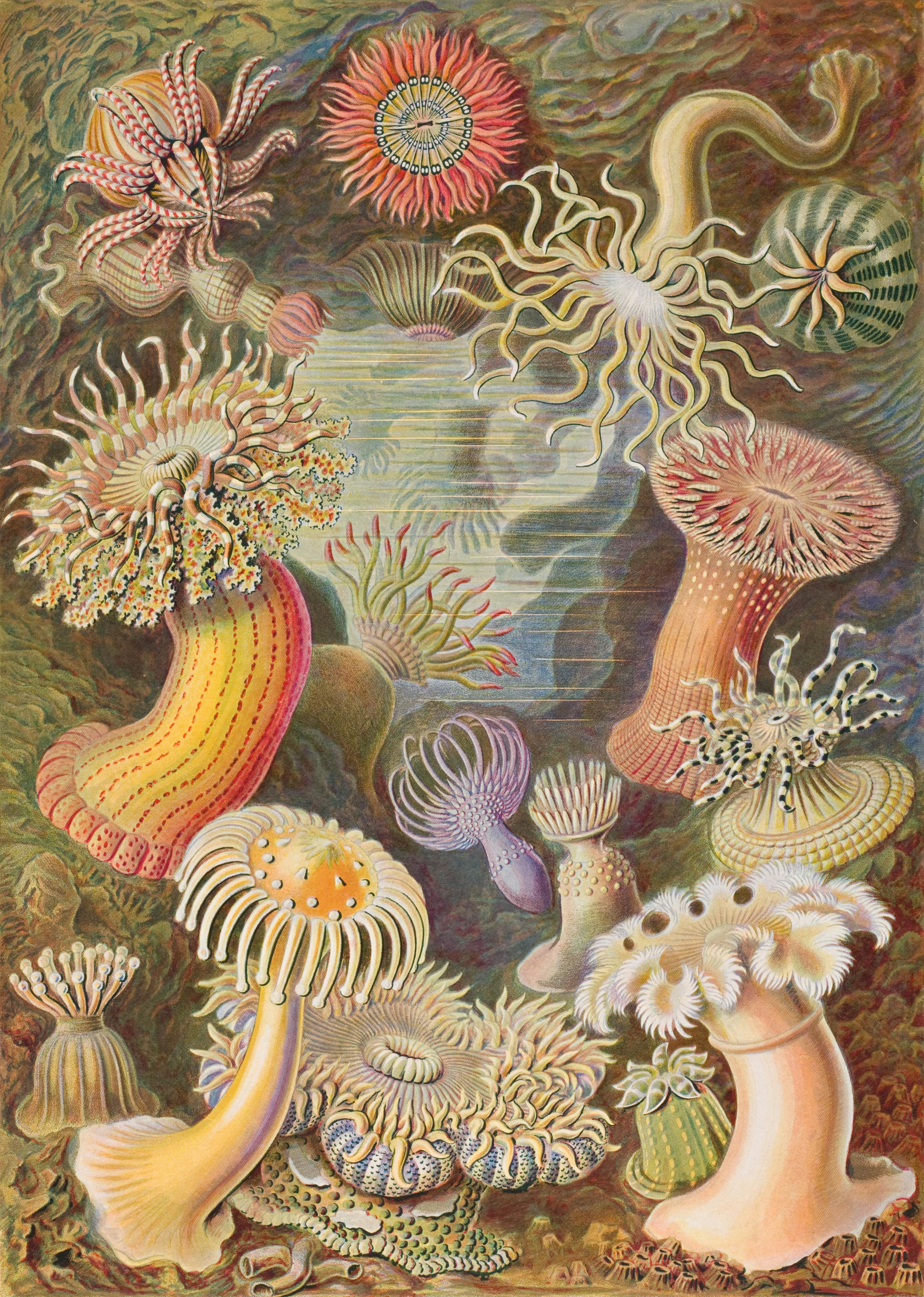
Anémones de mer
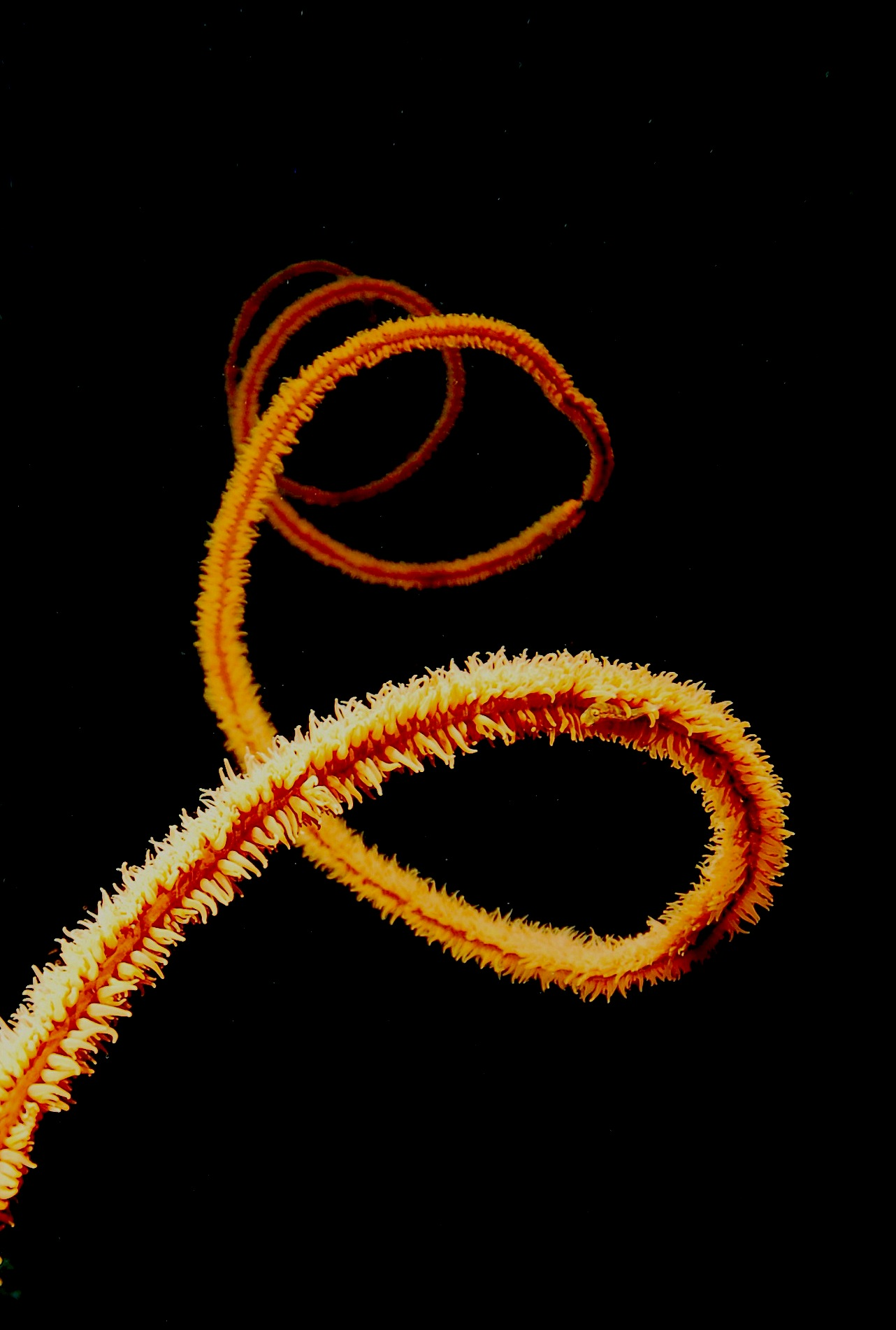
Corail noir
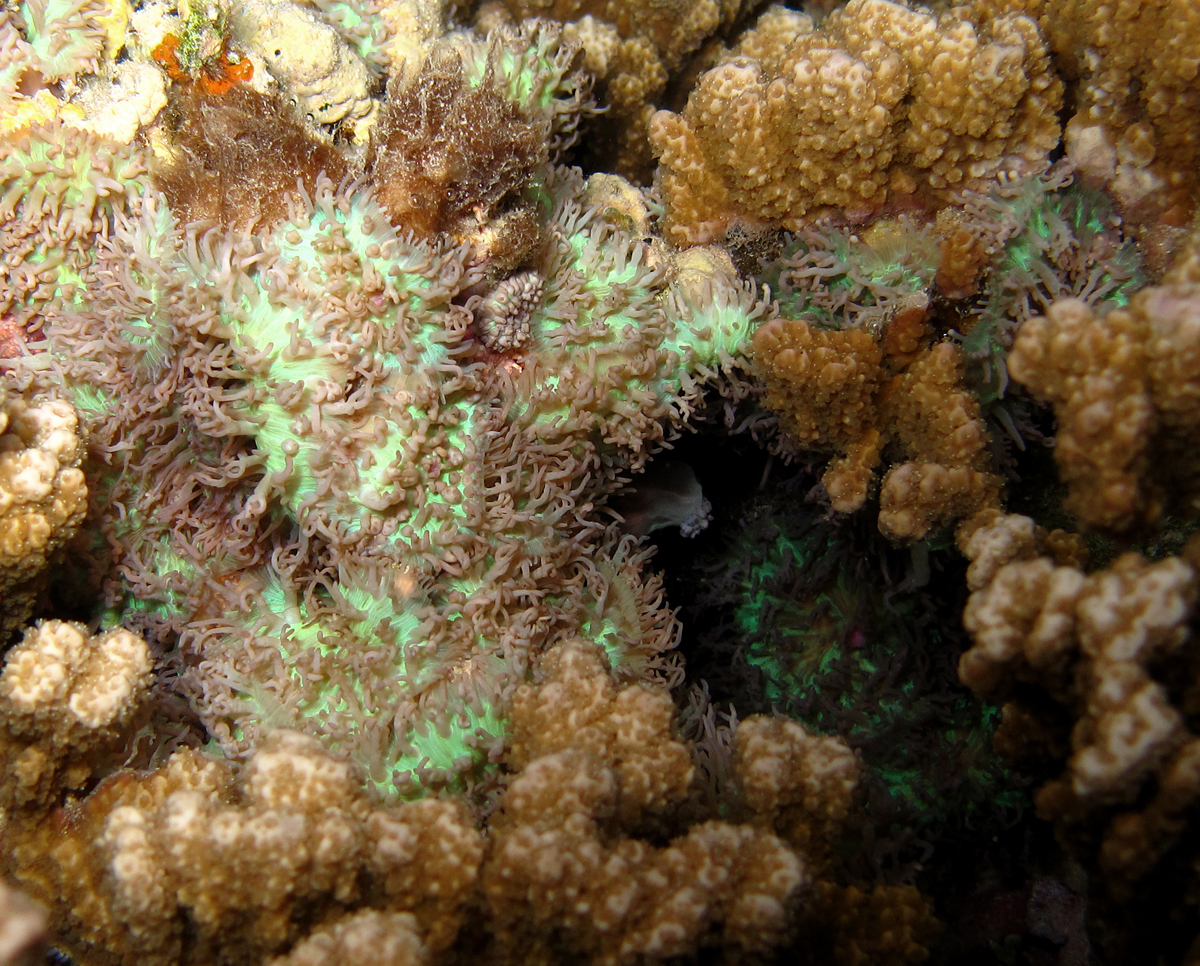
Un corallimorphe
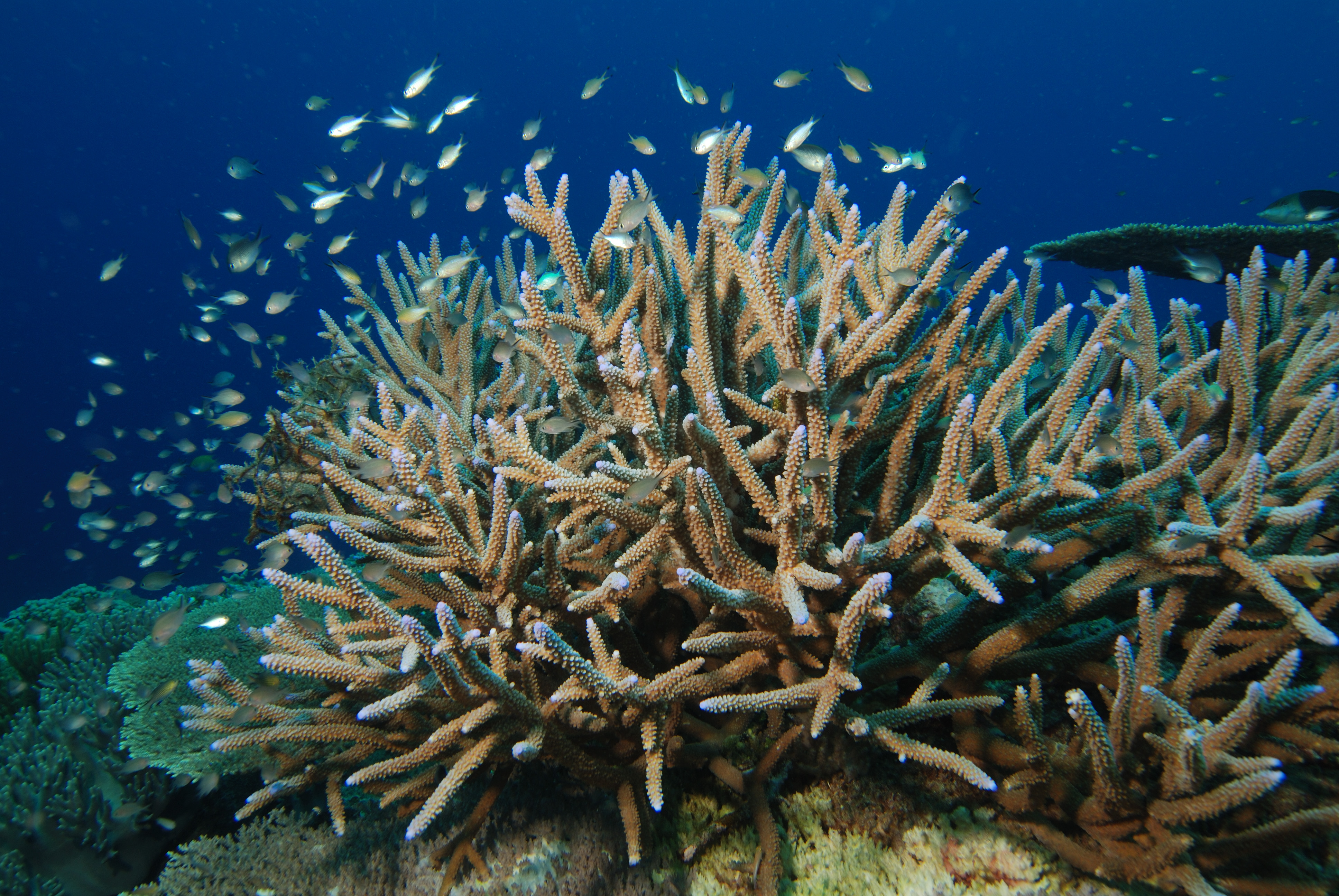
Une colonie de corail dur
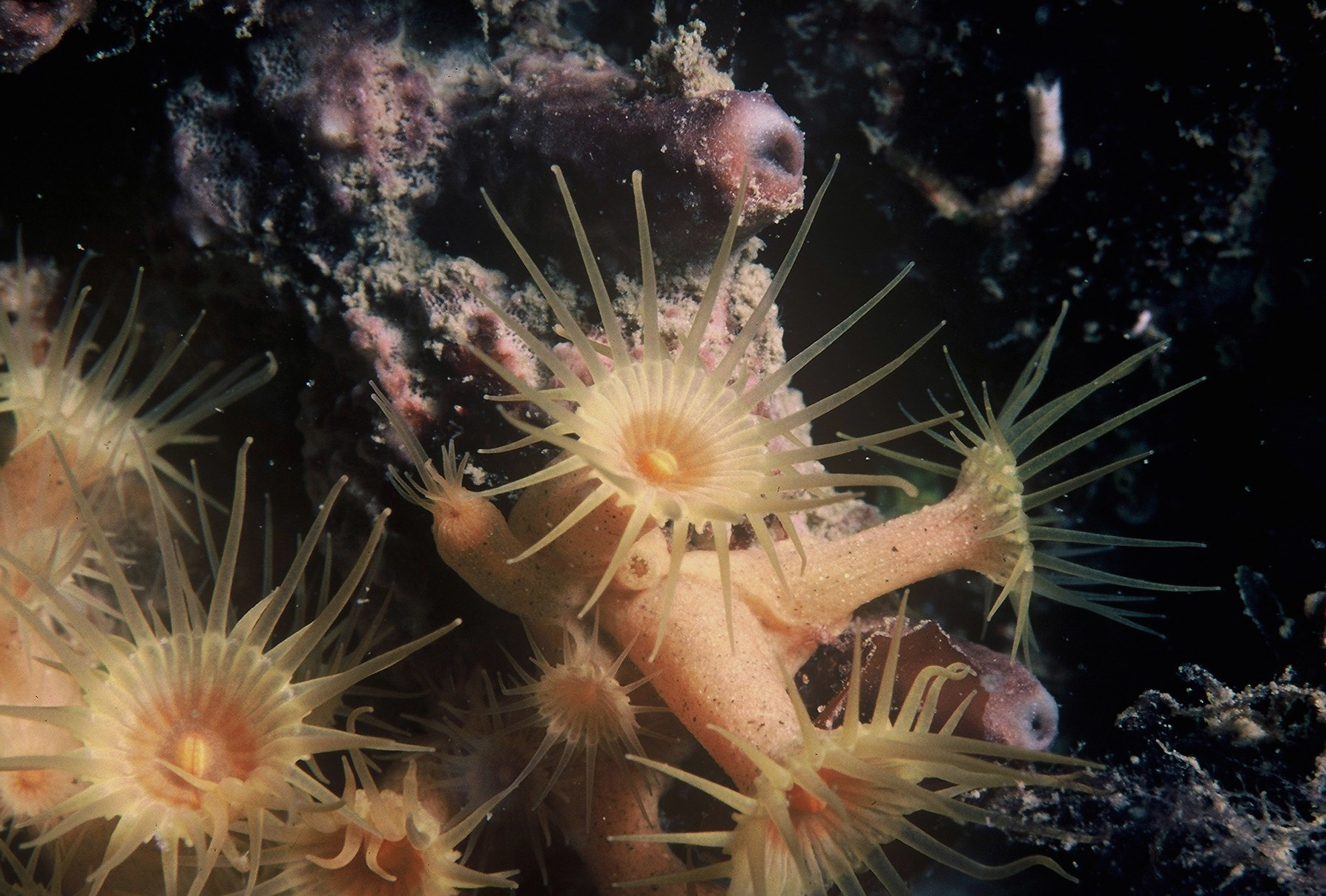
Une colonie de zoanthides
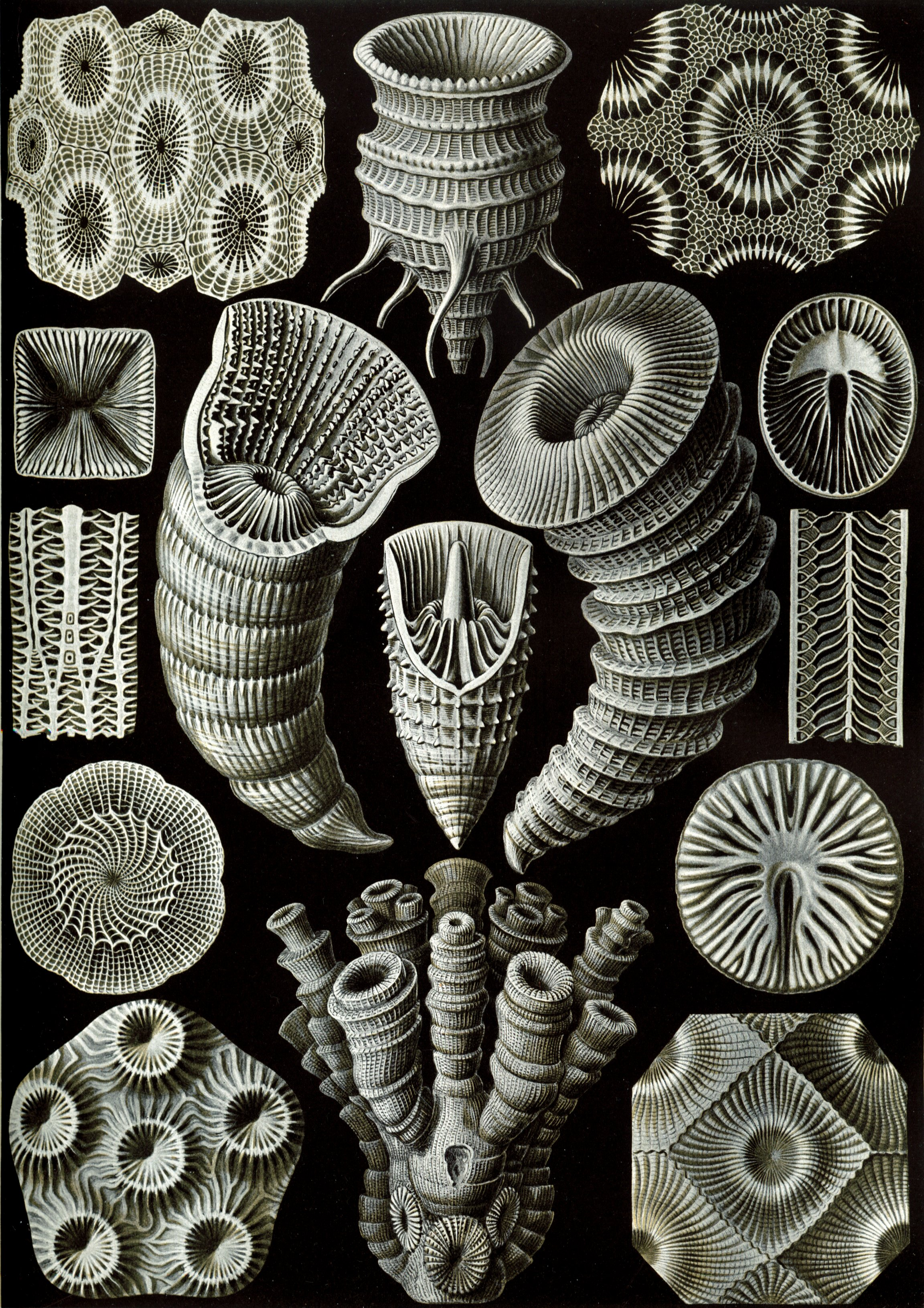
Dessins de Rugosa (aussi appelés tétracoraux)
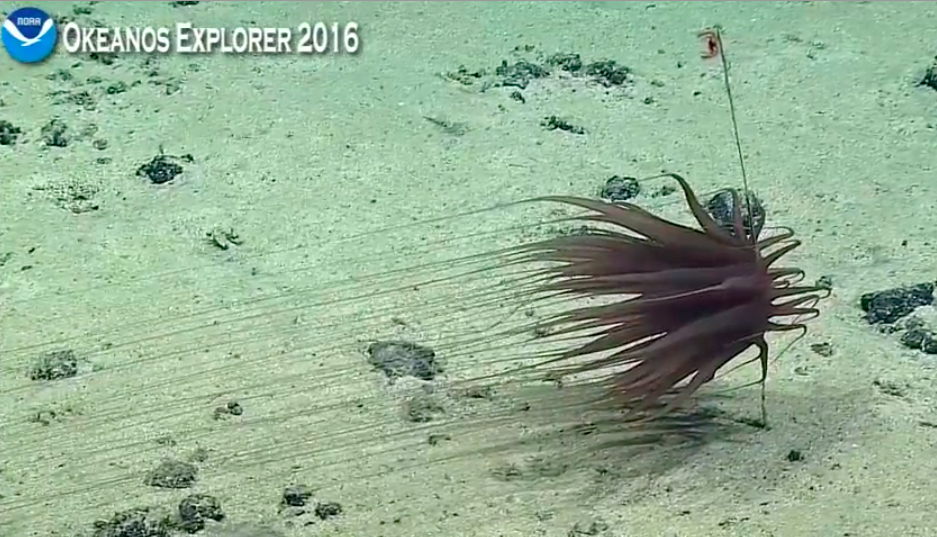
Relicanthus daphneae, une espèce abyssale isolée, peut-être apparentée aux anémones.